# صامطه
صامطه (به عربی: محافظة صامطة) یک منطقهٔ مسکونی در عربستان سعودی است که در استان جازان واقع شده‌است.